# リフレーミング
リフレーミング（reframing）とは、ある枠組み（フレーム）で捉えられている物事を枠組みをはずして、違う枠組みで見ることを指す。元々は家族療法の用語。西尾和美『リフレーム 一瞬で変化を起こすカウンセリングの技術』によると、「リフレームの目的は、今までの考えとは違った角度からアプローチしたり、視点を変えたり、焦点をずらしたり、解釈を変えたりと、誰もが潜在的に持っている能力を使って、意図的に自分や相手の生き方を健全なものにし、ポジティブなものにしていくこと」（32p）とのこと。
同じ物事でも、人によって見方や感じ方が異なり、ある角度で見たら長所になり、また短所にもなる。例えば、試験で残り時間が15分あった場合、悲観的に考えた場合は「もう15分しかない」と思えるし、また楽観的に考えた場合は「まだ15分もある」と思える。